# Reichenbachfall

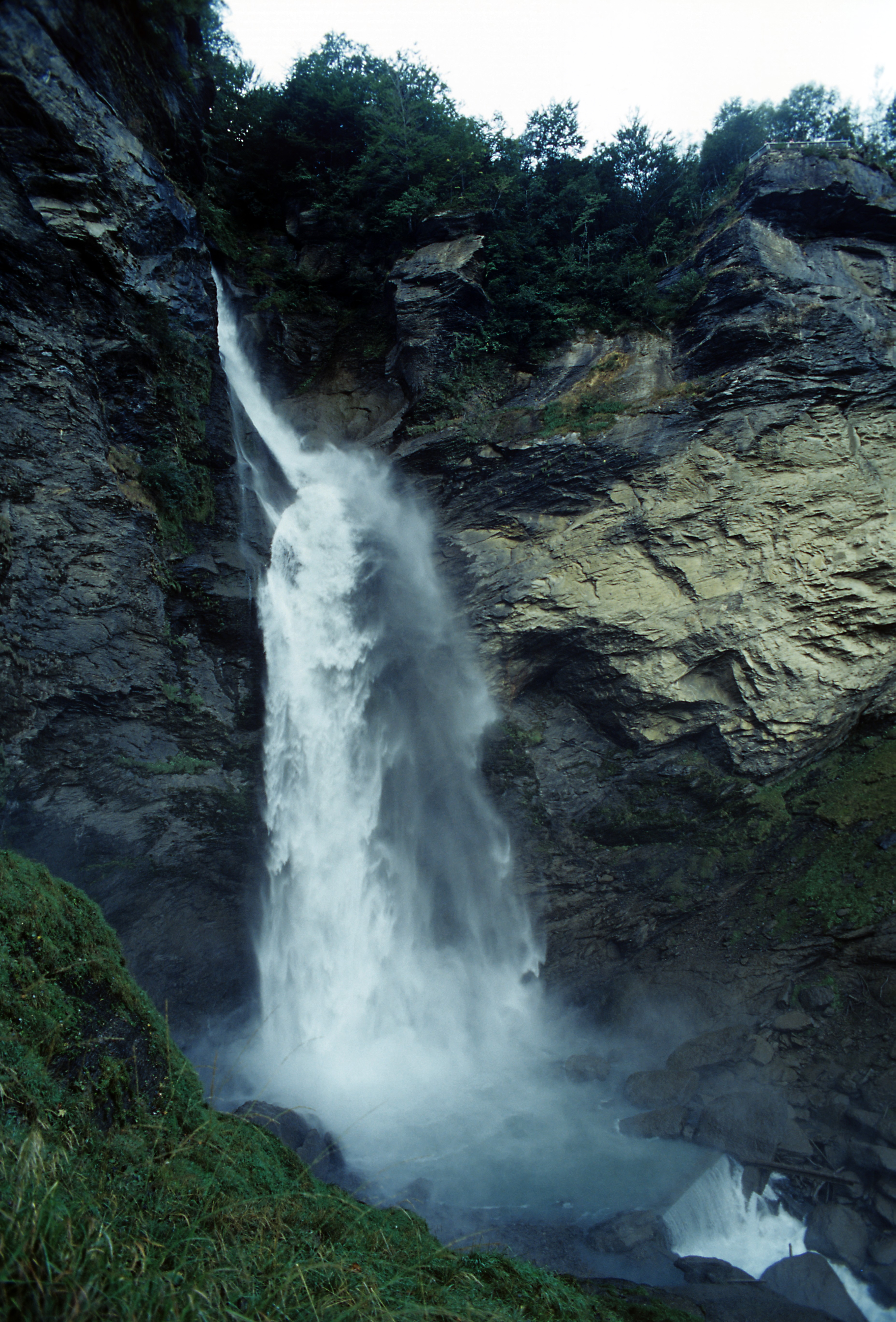
Der grosse Reichenbachfall

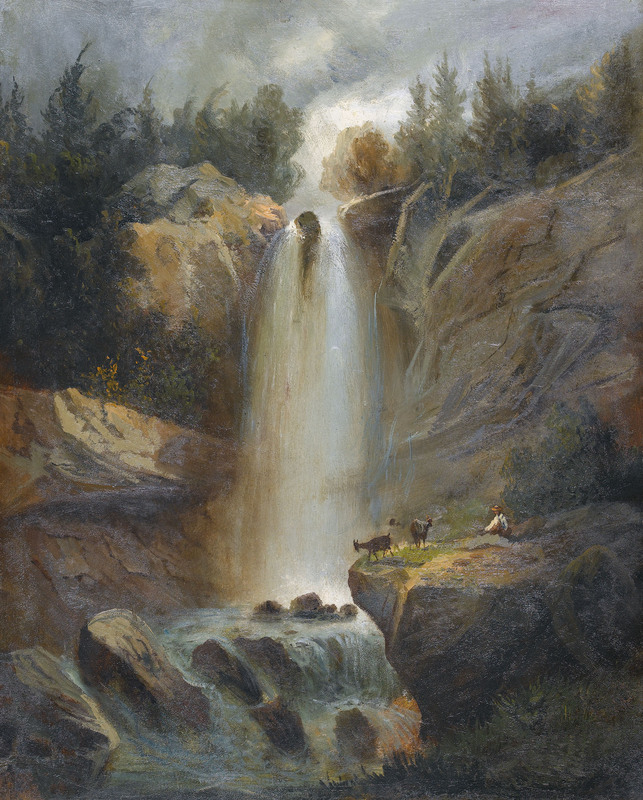
Der obere Reichenbachfall, Gemälde von Ferdinand Hodler, ca. 1871

Der Reichenbachfall (auch Rychenbachfall) ist eine 300 Meter hohe Kaskade von sieben Wasserfällen im Verlauf des Reichenbachs auf dem Gebiet der Gemeinde Schattenhalb südlich von Meiringen im Kanton Bern in der Schweiz. Er ist bekannt vom dramatischen Ende der Kurzgeschichte Das letzte Problem von Arthur Conan Doyle.
Der oberste Reichenbachfall ist der grösste. Hier stürzen im Sommer 3 bis 5 m³/s, nach einem starken Gewitter bis zu 30 m³ Wasser auf bis 40 Meter Breite 120 Meter den Reichenbachfall hinunter. Unterhalb des Falles wird das Wasser im Sommerhalbjahr für das Kraftwerk Schattenhalb 1 gefasst, weil das  Kraftwerk Schattenhalb 3 dann nur begrenzt Wasser beim Staubecken Zwirgi entnehmen darf. Das Wasser vom Staubecken Zwirgi, das oberhalb des Reichenbachfalls liegt, fliesst durch eine Druckleitung im Berginnern direkt in die Zentrale im Talboden.
Bis zum obersten Reichenbachfall führt die Reichenbachfall-Bahn. An der Bergstation beginnt ein Wanderweg bergwärts bis oberhalb des Falles mit zahlreichen Aussichtspunkten. Von der Station Hotel Zwirgi führt der Fusspfad zur Seilstation mit Aussicht auf den Wasserfall oder bis unmittelbar zur Stelle, an der Conan Doyles Romanfigur Sherlock Holmes mit seinem Widersacher kämpfte; der Pfad endet hier in einer aus Sicherheitsgründen umzäunten Sackgasse. Der genaue Ort des fiktiven Kampfes ist mit einem weissen Stern markiert, der von der Bahnstation zu sehen ist.

## Der Reichenbachfall in der Literatur
Der Reichenbachfall ist Gegenstand örtlicher Sagen. Er fand früh Eingang in die schweizerischen Reiseführer und ist Handlungsort vieler literarischer und filmischer Abhandlungen. Ein Loblied auf den Reichenbachfall schrieb Jeremias Gotthelf in seinem Roman Jacobs, des Handwerksgesellen, Wanderungen durch die Schweiz. Der junge deutsche Handwerkerbursche Jacob, der sich allzu sehr auf radikale und kommunistische Agitation eingelassen hatte, erlebt bei seiner Wanderung durch das Berner Oberland die Allmacht Gottes in den Schneebergen und in der Gewalt des Reichenbachfalles.

International bekannt wurde der Reichenbachfall durch Conan Doyles Geschichte Das letzte Problem aus dem Jahr 1893, in der Sherlock Holmes am 4. Mai 1891 gemeinsam mit seinem Erzfeind Professor Moriarty nach einem erbitterten Kampf den Wasserfall hinabstürzt. Später stellt sich heraus, dass nur Moriarty dabei gestorben ist. Eine Gedenktafel erinnert an diese fiktive Begebenheit.